# 皇家城堡 (波茲南)
波茲南皇家城堡（波蘭語：Zamek Królewski w Poznaniu）是位於波蘭城市波茲南的一座城堡。這座城堡的歷史可以追溯至1249年。在第二次世界大戰中，該城堡嚴重被毀，但現在已部分重建。

## 外部連結
- Committee for the Rebuilding of the Royal Castle in Poznań （页面存档备份，存于）

52°24′33″N 16°55′52″E / 52.40917°N 16.93111°E